# Championnats d'Afrique de tir à l'arc 2010
Navigation
Édition précédente Édition suivante
Les championnats d'Afrique de tir à l'arc 2010 sont une compétition sportive de tir à l'arc qui a été organisée en 2010. Ses championnats ont la particularité d'avoir eu deux événements, un au Caire en Égypte du 7 au 10 mars 2010 et l'autre à Pretoria en Afrique du Sud du 24 au 27 avril 2010.  Il s'agit de la 8e édition des championnats d'Afrique de tir à l'arc.

## Le Caire[1]

### Classique
| Épreuves          | Or                                                       | Argent                                           | Bronze                                               |
| ----------------- | -------------------------------------------------------- | ------------------------------------------------ | ---------------------------------------------------- |
| Individuel hommes | Ali Arebi (LBA)                                          | Loai Nabil Mohamed (EGY)                         | Mohamed Osman Kamel (EGY)                            |
| Individuel femmes | Nada Kamel (EGY)                                         | Véronique Le Vieux (MRI)                         | Amira Mansour (EGY)                                  |
| Par équipe hommes | Égypte Ahmed El-Nemr Osama El Gemezy Mohamed Osman Kamel | Libye Ali Arebi Majdi Aborgiba Mostafa Ben Rabaa | Maroc Rachid Elbennaye Bouchaib Machi Aziz El Bissar |

### À poulie
| Épreuves          | Or                   | Argent                      | Bronze                     |
| ----------------- | -------------------- | --------------------------- | -------------------------- |
| Individuel hommes | Riaan Crowther (RSA) | Ben Van Wyk (NAM)           | Pieter Van der Merwe (NAM) |
| Individuel femmes | Jorina Coetzee (RSA) | Beatrix Van der Merwe (NAM) | Sara Nabil Mohamed (EGY)   |

## Pretoria[2]

### Classique
| Épreuves          | Or                  | Argent              | Bronze               |
| ----------------- | ------------------- | ------------------- | -------------------- |
| Individuel hommes | William Frank (RSA) | Ahmed El-Nemr (EGY) | Calvin Hartley (RSA) |
| Individuel femmes | Karen Hultzer (RSA) | Monique Howse (RSA) | Nada Kamel (EGY)     |

### À poulie
| Épreuves          | Or                 | Argent                | Bronze               |
| ----------------- | ------------------ | --------------------- | -------------------- |
| Individuel hommes | Wesley Gates (RSA) | Koos de Wet (RSA)     | Kobus Barnard (RSA)  |
| Individuel femmes | Ida Mostert (RSA)  | Jenny Wittstock (RSA) | Jorina Coetzee (RSA) |